# Blagoévgrad (obchtina)
Pour les articles homonymes, voir Blagoevgrad (homonymie).
L'obchtina de Blagoevgrad (en bulgare : Община Благоевград ; en macédonien : Општина Благоевград) est située dans le sud-ouest de la Bulgarie.

## Géographie
La municipalité de Blagoévgrad est située dans le sud-ouest de la Bulgarie, à environ 92 km au sud de la capitale Sofia. Son chef-lieu est la ville de Blagoevgrad. Elle fait partie de l'oblast de Blagoevgrad.
La municipalité est située dans le Bassin de Blagoévgrad, qui est traversé par le fleuve Strouma, et s'étend ) l'ouest sur les pentes est de la montagne Vlahina et à l'est sur les pentes sud-ouest du massif du Rila.
| 2002   | 2010   | 2020   | 2023   |
| ------ | ------ | ------ | ------ |
| 77 713 | 76 812 | 74 452 | 68 996 |

## Administration

### Structure administrative
L'obtchina compte 1 ville et 25 villages :
| - ville de Blagoevgrad - village de Balgartchévo - village de Bélo polé - village de Bistritsa - village de Boutchino - village de Dabrava - village de Débotchitsa - village de Délvino - village de Drénkovo | - village de Elénovo - village de Gabrovo - village de Gorno Kharsovo - village de Izgrev - village de Klissoura - village de Léchko - village de Lisiya - village de Logodaj - village de Maroulévo | - village de Mochtanéts - village de Obél - village de Padéch - village de Pokrovnik - village de Riltsi - village de Sélichté - village de Tsérovo - village de Zéléndol |

### Jumelages
L'obchtina de Blagoevgrad est jumelée avec les collectivités territoriales suivantes :
- Auburn (Alabama) (États-Unis)
- Batoumi (Géorgie)
- Serrès (Grèce)
- Thessalonique (Grèce)
- Székesfehérvár (Hongrie)
- Nagazaki (Japon)
- Delčevo (Macédoine du Nord)
- Skopje (Macédoine du Nord)
- Žilina (Slovaquie)

## Économie
La commune de Blagoévgrad bénéfice d'un positionnement stratégique avec le passage de la route (Е-79) et de la voie de chemin de fer reliant Sofia et Thessalonique.

## Galerie

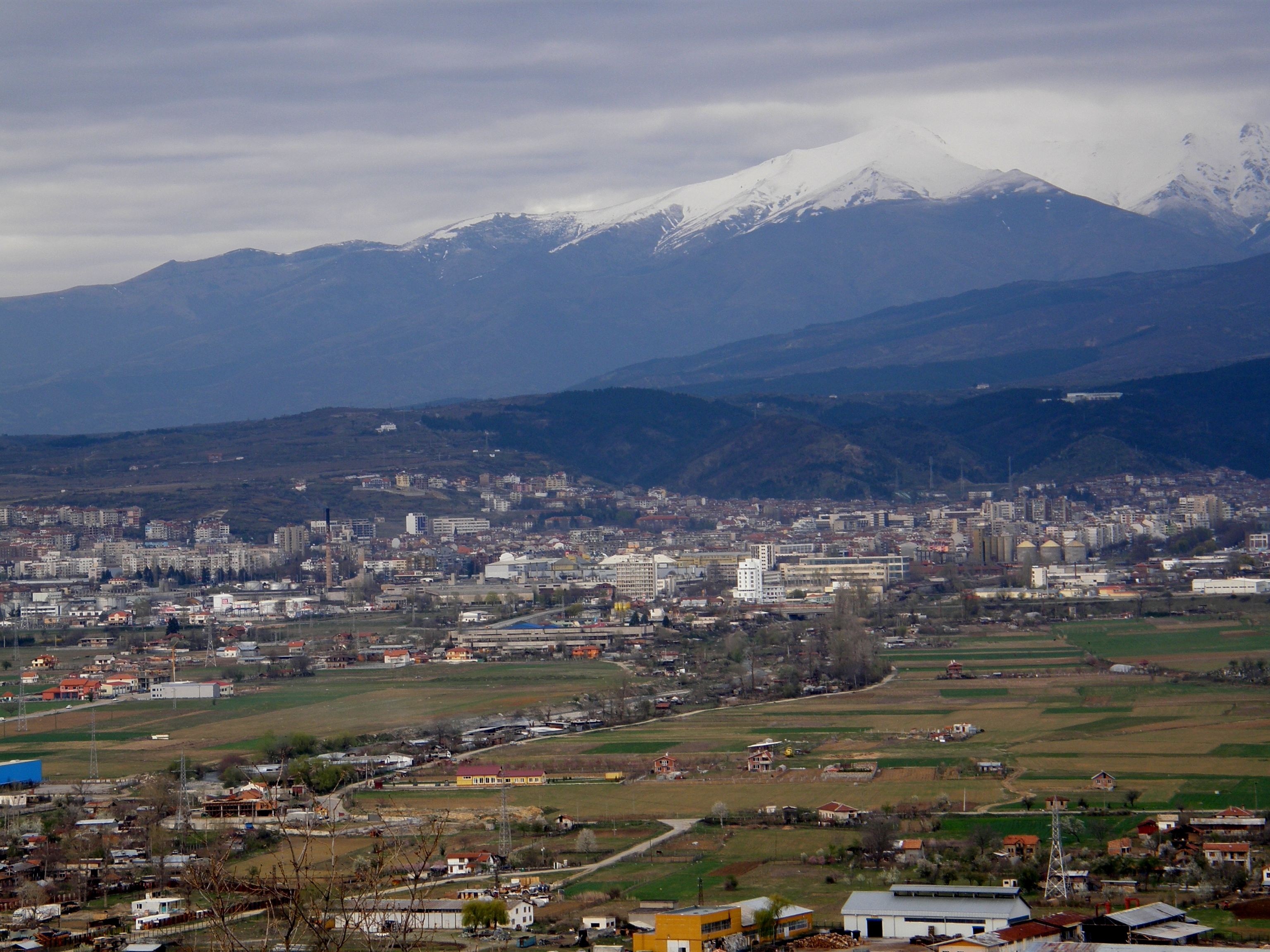
Blagoevgrad : vue panoramique de la ville
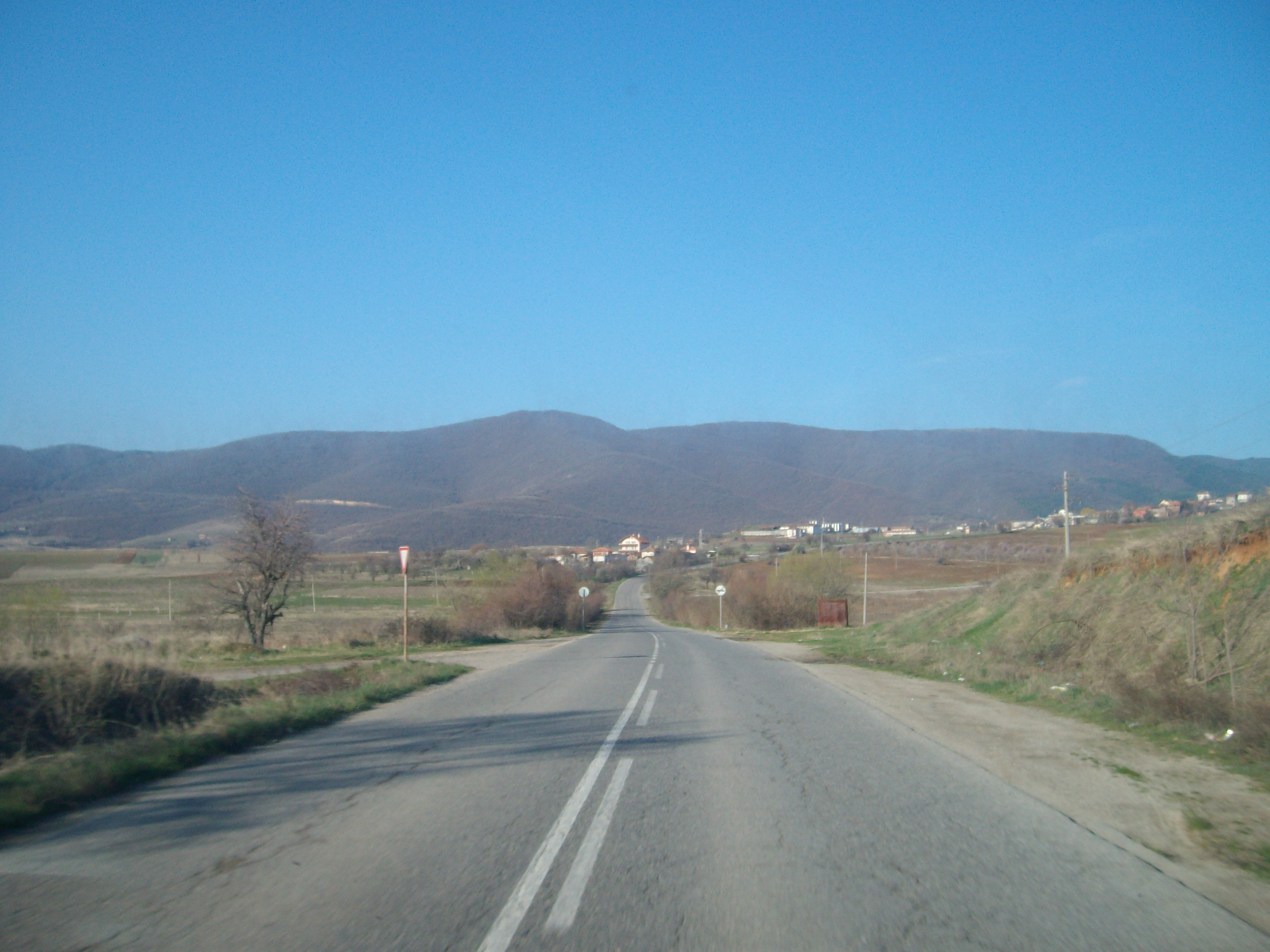
Logodaj : vue panoramique de la ville
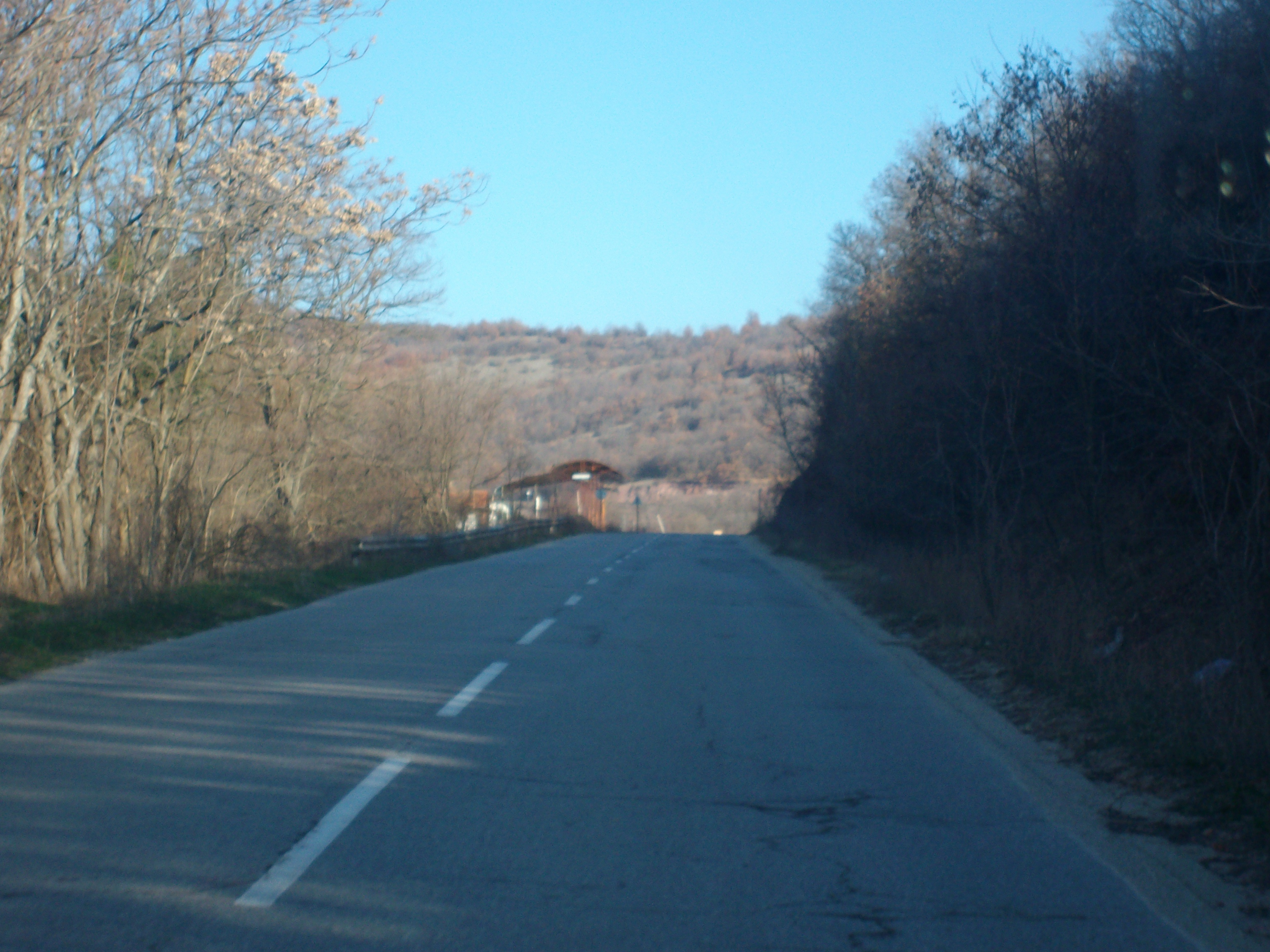
Obel : entrée du village
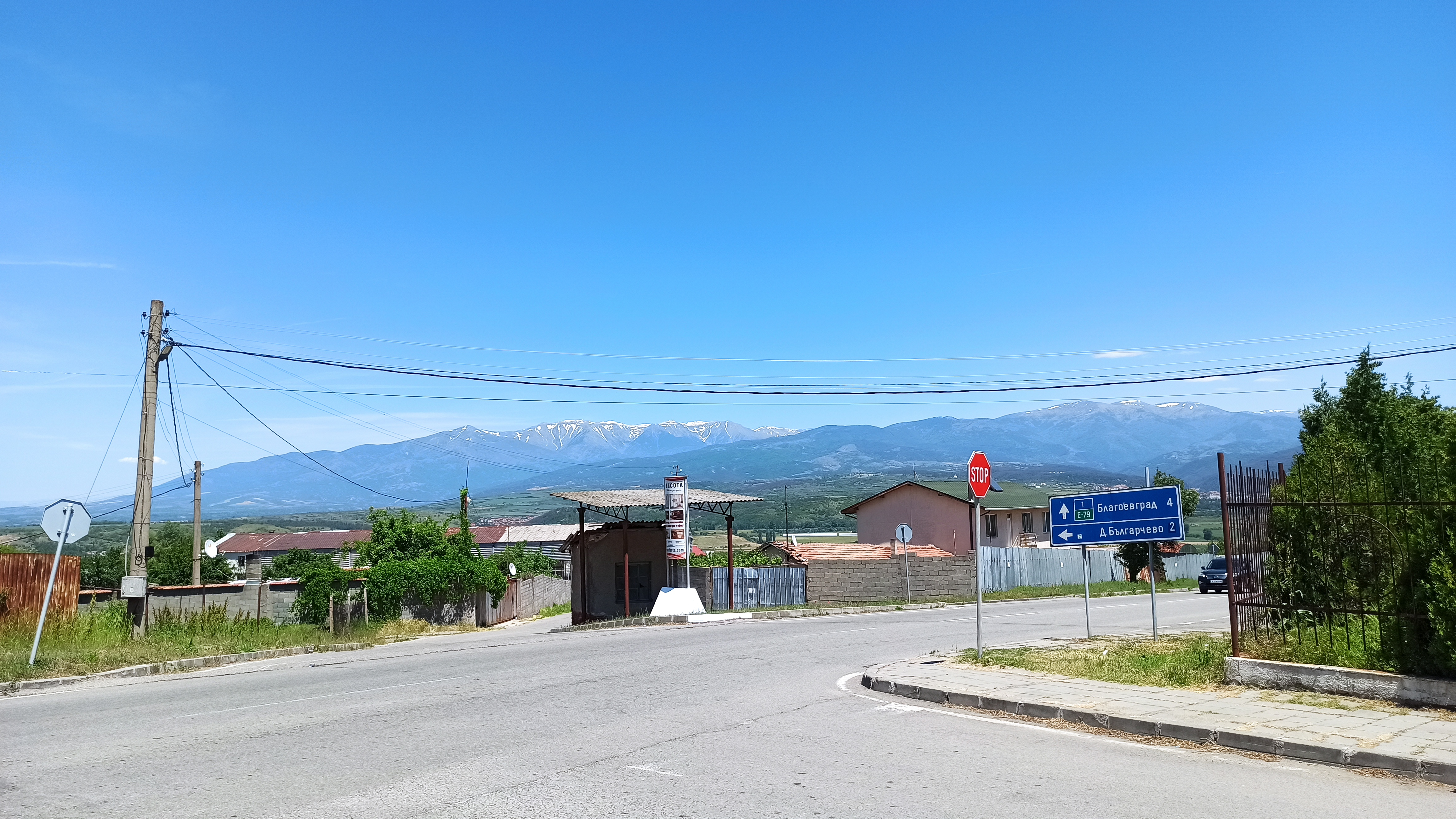
Zélén Dol : le village et, au fond, le massif du Rila